# Сотворение мира

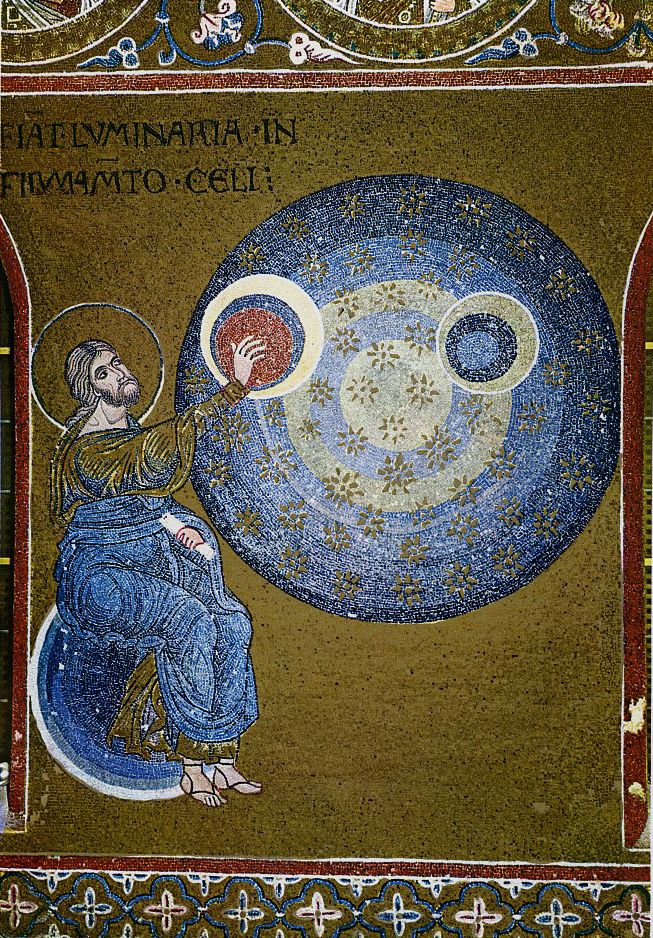
Сотворение мира, Кафедральный собор Монреале, Италия, мозаика XII в.

Сотворение мира — один из сюжетов космогонических мифов, в которых мир создаётся действиями или волей культурного героя, демиурга, Бога-Творца или нескольких таких персонажей.
Термин «сотворение мира» антонимичен по отношению к термину «происхождение вселенной», используемому в современных естественных науках. Это касается как антонимии «сотворение» — «происхождение», так и противопоставления неопределённо-архаичного термина «мир» космологическому термину «Вселенная».

## Общая характеристика
В большинстве религий имеются общие сюжеты о происхождении всего сущего: выделении элементов порядка из изначального хаоса, разъединении материнских и отцовских богов, возникновении суши из мирового океана, первозданных вод, бесконечных и безвременных, и т. д. Океан выступает одним из воплощений хаоса или самим хаосом. Во многих древнейших космогонических мифах океан и хаос равнозначны и неотделимы друг от друга.
В космогонических (о происхождении мира) и антропогонических (о происхождении человека) преданиях выделяется группа сюжетов о сотворении — сотворении мира как земли или вселенной, сотворении мира животного и растительного, сотворении человека, описывающие их происхождение в качестве произвольного акта «сотворения» со стороны высшего существа.
Возникновение, творение мира происходит в мифическое время, особый начальный сакральный период, предшествующий эмпирическому (историческому) «профанному» времени, и в особом месте — середине мира. В мифопоэтическом сознании пространство и время не гомогенны. Высшей ценностью (максимум сакральности) обладает та точка в пространстве и времени, где совершился акт творения — центр мира, и «в начале» — само время творения (мифическое время). Космогонические представления связаны с этими координатами, которые задают схему развёртывания всего, что есть в пространстве и времени, организуют весь пространственно-временной континуум. Ритуал (особенно календарный и прежде всего основной — годовой, отмечающий переход от старого года к новому) также соотнесён с ними. Ритуальный годовой праздник в своей структуре воспроизводит порубежную кризисную ситуацию, когда из хаоса возникает космос.

## Древние религии и мифы

### Мифы Древнего Египта

Ра, бог солнца в древнеегипетской мифологии

Нун (Хаос) родил Ра (Солнце, отождествляли с Амоном и Птахом). Ра произвёл из себя богов Шу (Воздух) и Тефнут (Вода), от которых родилась новая пара, Геб (Земля) и Нут (Небо), ставшие родителями Осириса (Рождение), Исиды (Возрождение), Сета (Пустыня) и Нептиды, Хор и Хатхор.

### Мифы Древней Греции
Сначала существовал Хаос.

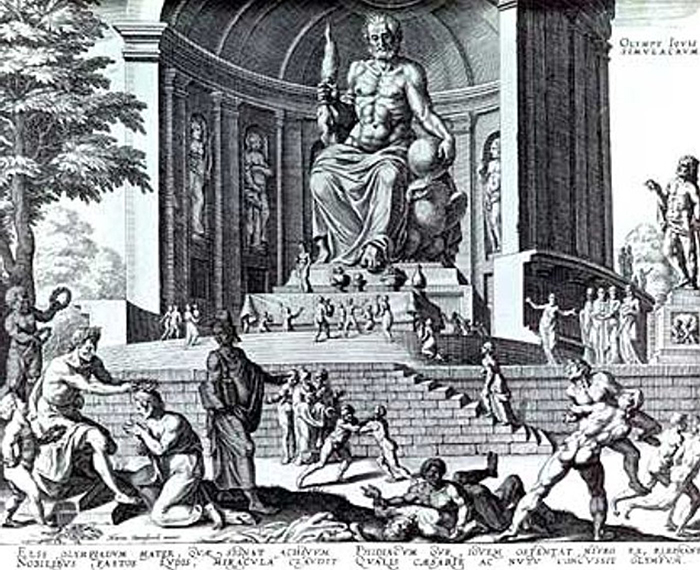
Статуя Зевса, одного из главных богов древнегреческого пантеона

Боги, появившиеся из Хаоса: Хронос (Время), Гея (Земля), Эрос (Любовь), Тартар (Бездна), Эреб (Мрак) и Нюкта (Ночь).
Боги, появившиеся от Нюкты и Эреба: Эфир (Свет) и Гемера (День).
(По Гигину, Эфир родился от мглы и хаоса. Его ещё считают отцом Зевса и называют отцом ветров.)
Эфир и Гемера породили: Талассу — морскую богиню.
Гея родила (либо сама, либо от Хаоса): Урана (Небо), Понта (Море).
Гея-Земля и Понт-Море рождают: Нерея, Эврибию, Тавманта, Форка и Кето.
Гея-Земля и Уран-Небо породили Титанов: Океан, Тефию, Япета, Гипериона, Тейю, Крия, Кея, Фебу, Фемиду, Мнемозину, Кроноса и Рею, а также 3 Одноглазых великанов (Циклопов) и 3 Сторуких исполинов с 50 головами (Гекатонхейров).
Титаны, Кронос и Рея в дальнейшем берут власть над миром и порождают Олимпийских богов, которые в ходе десятилетней войны одержали победу над титанами, низринув их в недра Тартара.

### Мифы Междуречья (Месопотамия)
Согласно шумеро-аккадскому космогоническому эпосу «Энума элиш», Тиамат смешала свои воды с Апсу, тем самым дав начало миру.
Слова Апсу и Тиамат имеют двойственное значение. В мифологии под ними понимали имена богов, но при написании этих слов в «Энума элиш» отсутствует детерминатив DINGIR, означающий «божество», так что в этом контексте их следует считать скорее природными элементами или стихиями, чем богами.

### Зороастризм
По концепции мироздания зороастризма, мир существует на протяжении 12 тысяч лет. Вся его история условно делится на четыре периода, в каждом по три тысячи лет. Первый период — предсуществование вещей и идей. На этой стадии небесного творения уже существовали прообразы всего, что позднее было создано на Земле. Это состояние мира называется Менок («невидимый» или «духовный»). Вторым периодом считается сотворение тварного мира, то есть реального, зримого, населённого «тварями». Ахура-Мазда создаёт небо, звёзды, Луну, Солнце, первочеловека и первобыка. За сферой Солнца находится обиталище самого Ахура-Мазды. Однако одновременно начинает действовать Ахриман. Он вторгается в пределы небосвода, создаёт планеты и кометы, не подчиняющиеся равномерному движению небесных сфер. Ахриман загрязняет воду, насылает смерть на первого человека Гайомарта и первобыка. Но от первого человека рождаются мужчина и женщина, от которых пошёл род человеческий, а от первобыка происходят все животные. От столкновения двух противоборствующих начал весь мир приходит в движение: воды обретают текучесть, возникают горы, движутся небесные тела. Чтобы нейтрализовать действия «вредных» планет, Ахура-Мазда к каждой планете приставляет своих духов. Третий период существования мироздания охватывает время до появления пророка Зороастра. В этот период действуют мифологические герои Авесты: царь золотого века — Йима Сияющий, в царстве которого нет ни жары, ни холода, ни старости, ни зависти — творения дэвов. Этот царь спасает людей и скот от Потопа, построив для них специальное убежище. В числе праведных этого времени упоминается и правитель некой области Виштаспа, покровитель Зороастра. На протяжении последнего, четвёртого периода (после Зороастра) в каждом тысячелетии людям должны являться три Спасителя, предстающие сыновьями Зороастра. Последний из них, Спаситель Саошьянт, решит судьбу мира и человечества. Он воскресит мёртвых, уничтожит зло и победит Ахримана, после чего наступит очищение мира «потоком расплавленного металла», а всё, что останется после этого, обретёт вечную жизнь.

### ДревнийКитай

«Путь породил единство, единство породило двойственность, двойственность породила троицу, троица породила мириады существ». («Дао дэ цзин», IV век до н. э.)

Согласно мифам, вся история Китая была разделена на десять периодов, и в каждый из них люди делали новые усовершенствования и постепенно улучшали свою жизнь.
В Китае самыми главными космическими силами были не стихии, а мужское и женское начала, которые являются главными действующими силами в мире. Известный китайский знак инь и ян — это самый распространённый символ в Китае. Один из наиболее известных мифов о сотворении мира записан во II веке до н. э. Из него следует, что в глубокой древности существовал лишь мрачный хаос, в котором постепенно сами собой сформировались два начала — Инь (мрачный) и Ян (светлый), установившие восемь главных направлений мирового пространства. После установления этих направлений дух Ян стал управлять небесами, а дух Инь — землёй. Самыми ранними письменными текстами в Китае были гадательные надписи. Понятие словесность — вэнь (рисунок, орнамент) в начале обозначалось как изображение человека с татуировкой (иероглиф). К VI в. до н. э. понятие вэнь приобрело значение — слово. Первыми появились книги конфуцианского канона: Книга перемен — Ицзин, Книга истории — Шу цзин, Книга песен — Ши цзин XI—VII вв. до н. э. Также появились и обрядовые книги: Книга ритуала — Ли цзи, Записи о музыке — Юэ цзи; летописи царства Лу: Весна и Осень — Чунь цю, Беседы и суждения — Лунь юй. Список этих и многих других книг был составлен Бань Гу (32—92 гг. н. э.). В книгу История династии Хань он записал всю литературу прошлого и своего времени. В I—II вв. н. э. один из ярких сборников был Изборник — Девятнадцать древних стихотворений. Стихи эти подчинены одной главной мысли — быстротечности краткого мига жизни. В обрядовых книгах существует следующее предание о творении мира: Небо и земля жили в смеси — хаосе, подобно содержимому куриного яйца: Пань-гу жил в середине. Он является одним из самых древних мифов.
Долгое время в мире господствовал хаос, говорили китайцы, в нём ничего нельзя было различить. Затем в этом хаосе выделились две силы: Свет и Тьма, а из них образовались небо и земля. И в это время появился первый человек — Паньгу. Был он огромен и жил очень долго. Когда же он умер, из его тела образовались природа и люди. Его дыхание превратилось в ветер и облака, голос его стал громом, левый глаз — солнцем, правый — луной. Из тела Паньгу образовалась земля. Руки его, ноги и туловище превратились в четыре стороны света и пять главных гор, а пот на его теле стал дождём. Кровь потекла по земле реками, мускулы легли земной почвой, волосы превратились в травы и деревья. Из зубов его и костей образовались простые камни и металлы, из мозга — жемчуг и драгоценные камни. А черви на его теле сделались людьми.
Существует и другое предание о появлении человека. В нём рассказывается, что женщина по имени Нюйва вылепила людей из жёлтой земли. Нюйва также участвовала в мироздании. Однажды один жестокий и честолюбивый человек по имени Гунгун взбунтовался и стал заливать водой её владения. Против него Нюйва отправила войско, и мятежник был убит. Но перед смертью Гунгун ударился головой о гору, и от этого толчка обвалился один из углов земли, обрушились столбы, державшие небо. Всё на земле пришло в смятение, и Нюйва занялась наведением порядка. У гигантской черепахи она отрубила ноги и подпёрла ими землю, чтобы восстановить её равновесие. Она собрала множество разноцветных камней, разожгла огромный костёр и, когда камни расплавились, зачинила этим сплавом зияющее отверстие в небесном своде. Когда костёр потух, она собрала пепел и построила из него плотины, прекратившие разлив воды. В результате её огромных трудов на земле снова воцарились мир и благополучие. Однако с тех пор все реки текут в одном направлении — на восток; так объясняли себе древние китайцы эту особенность рек в Китае.
В мифах о Паньгу и Нюйва мы находим древнейшие представления китайцев о происхождении мира и людей. В рассказе о том, как Нюйва строила плотины и прекратила разливы рек, отразилась борьба людей с наводнениями, которую приходилось вести людям уже в глубокой древности.

## Современные религии

### Авраамические религии

#### Иудаизм
Словом Бога сотворены небеса
— Пс. 33:6
«Десять вещей были созданы в первый день. Вот они: небо и земля, смятение и пустота, свет и тьма, дух и вода, свойство дня и свойство ночи» (Талмуд, Хагига 12а)
«Тот, Кто сказал, — и возник мир»
«Десятью речениями создан мир» (Мишна, Авот 5:1)

#### Христианство

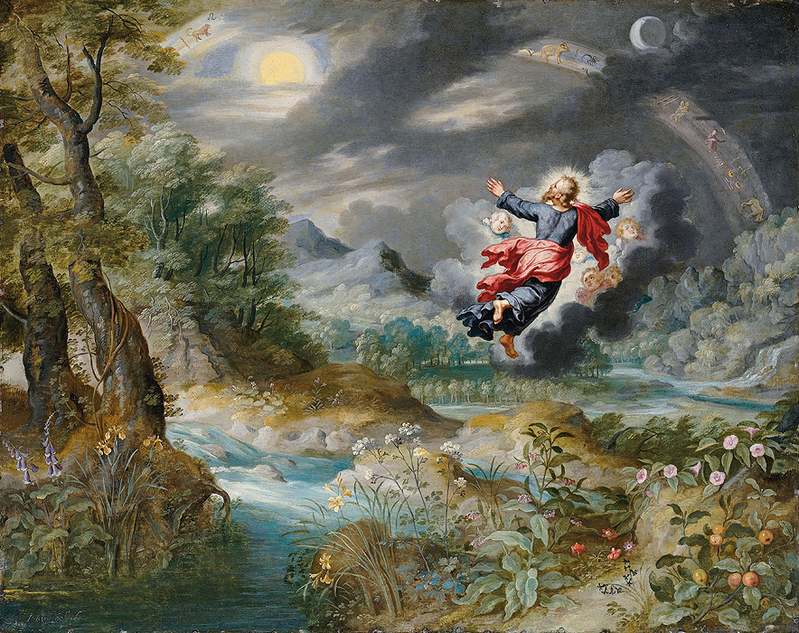
Ян Брейгель Младший, «Бог создаёт Солнце, Луну и звёзды»

Центральной догмой творения в христианстве является лат. Creatio ex Nihilo — «сотворение из ничего», в которой Создателем, вызвавшим всё сущее из небытия, выступает Бог в своём волевом акте лат. productio totius substantiâ ex nihilo sui et subjecti — переведя всё сущее из состояния небытия в состояние бытия. Бог при этом выступает и первичной причиной существования мира. В то же время Бог не обязан был творить мир, для Божественного существа оно не обусловлено никакой «внутренней необходимостью». Это был Его свободный выбор, дарственный акт Бога «от преизбытка любви».

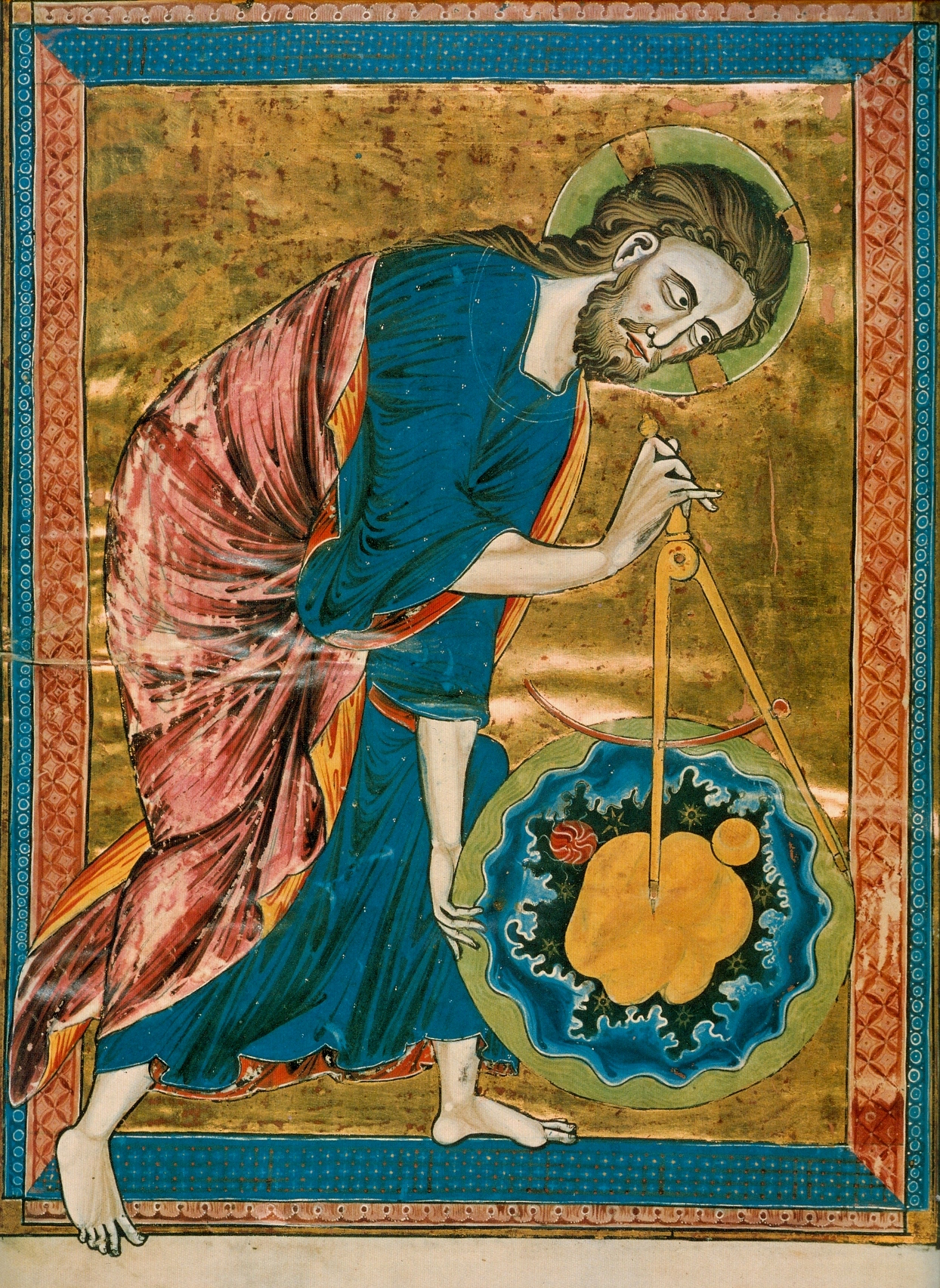

Процесс сотворения мира описан в первых трёх главах первой книги Библии — книге Бытия. Подавляющее большинство христиан верят, что в событиях первой главы Бытия участвовали все три лица (ипостаси) Святой Троицы: Бог Отец, не воплотившийся ещё Христос (Бог Слово) и Бог Дух Святой — усматривая в употреблённом древнееврейском слове Элохим (אלהים) множественное число, а также опираясь на слова евангелиста Иоанна Богослова (Ин 1:3). Христианские апологеты и Отцы Церкви первого тысячелетия настойчиво повторяют, что «сотворение не есть то же, что рождение». Так святой Иоанн Дамаскин противопоставляет творение вселенной рождению Бога Сына, так как творение «из ничего» есть акт Божественной воли. «Поскольку рождение, — говорит он, — есть действие природное и исходит из самой сущности Бога, оно должно быть безначальным и превечным, иначе рождение вызывало бы изменение, был бы Бог „до“ и Бог „после“ рождения. Бог умножался бы».
Все люди сотворены через двух конкретных людей — Адама и Еву, и никаких других предков у человека нет. Мир был сотворён послушным человеку, гармоничным, осмысленным, как говорит Библия, «хорошо весьма» (Быт 1:31). Несоответствие с действительностью и очевидностью истории объясняется в христианстве тем, что Бог даровал сотворённым ангелам и человеку свободу, которую они использовали во зло (Быт 3:1-6).
В католицизме первые главы Бытия понимаются не как буквальное описание процесса творения, а разрешается рассматривать их как аллегорию. Традиционные лютеране также не воспринимают первую главу Бытия буквально. Не являющиеся прозелитами из радикальных протестантов православные богословы, обычно, опираясь на библейскую герменевтику и собственную теорию, предписывают понимать здесь под «днём» (ивр. יום‎ — «йом» или «иом») некоторый возможно очень продолжительный смысловой этап творения вселенной. Это связано с православным догматом о Всемогуществе Бога, который отрицают противники эволюции, утверждающие, что Бог был не в состоянии позволить жизни эволюционировать. Свидетели Иеговы также указывают на то, что слово «день» (евр. «йом») означает не только сутки, а часто указывает на неопределённый отрезок времени (Пс. 89:5; 2Петр. 3:8).
В современных фундаменталистских и консервативных течениях в протестантизме и православии теологи настаивают на буквальном понимании первых глав книги Бытия: творении мира за 6 обычных календарных дней.

#### Ислам
Сотворение мира в Коране описывается несколько иначе, нежели в Библии. Ислам отвергает идею еженедельного праздничного дня, который обосновывается в Библии сообщением, что Господь Бог отдыхал в седьмой день от трудов по миросотворению, но праздничным днём считается пятница. Однако приписывание качества усталости Всемогущему и ни с кем не сравнимому Богу считается кощунством и отсутствует в исламе.
«Мы сотворили небеса, землю и то, что между ними, за шесть дней, и Нас ничуть не коснулась усталость»; «Господь твой — Аллах, сотворивший небеса и землю в шесть дней». Творцом небес и земли является Аллах: «Откровение от Того, кто сотворил землю и небеса». После сотворения мира небо было дымом (или паром): «Потом Он обратился к небу, которое было дымом». Небеса и земля были соединёнными, после чего Аллах разделил их: "Разве неверные не видят, что небеса и земля были соединёнными.

### Религии Южной и Восточной Азии

#### Индуизм
В индуизме существует как минимум пять версий возникновения мира:
1. из первичного звука Ом, изданного барабанчиком Шивы;
2. из «космического яйца» (брахманды);
3. из «первичного тепла»;
4. из жертвы первочеловека Пуруши самому себе (из частей его тела).
5. из дыхания Маха-Вишну (когда Он выдыхает, появляются брахманды, материальные вселенные, заселяемые Брахмами)

В Ригведе, кроме того, упоминается некий космический половой акт. Согласно автору «Гимна о сотворении мира»:
Не было ни смерти, ни бессмертия тогда.
Не было признака дня или ночи.
Дышало, не колебля воздуха, по своему закону
Нечто Одно, И не было ничего другого, кроме него.
Оплодотворители были. Силы растяжения были.
Порыв внизу. Удовлетворение наверху.
Откуда это творение появилось:
Может, само создало себя, может, нет —
Тот, кто надзирает над этим миром на высшем небе,
Только он знает. А может быть, и он не знает?

#### Сикхизм
Сикхизм — религия, возникшая в среде индуизма и ислама, но отличающаяся от них и не признающая преемственности.
Сикхи верят в единого Бога, всемогущего и всепронизывающего Творца. Его настоящее имя никому не известно.
Бог рассматривается с двух сторон — как Ниргун (Абсолют) и как Саргун (персональный Бог внутри каждого из людей). До Творения Бог существовал как Абсолют сам по себе, но в процессе Творения он выразил себя. До Творения не было ничего — ни рая, ни ада, ни трёх миров — только Бесформенное. Когда Бог захотел выразить себя (как Саргун), он сначала нашёл своё выражение через Имя, и через Имя появилась Природа, в которой Бог растворен и присутствует везде и распространяется во всех направлениях, как Любовь.

#### Буддизм
В космологии буддизма утверждается повторение циклов возникновения и уничтожения вселенной. Буддийская религия не имеет понятия сотворения мира высшим нематериальным существом — Богом. Возникновение каждой новой вселенной обусловлено действием совокупной кармы живых существ предыдущего мирового цикла. Аналогичным образом причиной разрушения вселенной, прошедшей свой период существования, является накопленная дурная карма живых существ.
Каждый мировой цикл (махакальпа) делится на четыре периода (кальпы):
- пустоты (от разрушения одного мира до начала формирования другого) (самвартастхаикальпа);
- формирования (развёртывания) мира (вивартакальпа);
- пребывания (когда космос пребывает в стабильном состоянии) (вивартастхаикальпа);
- разрушения (свёртывания, угасания) (самвартакальпа).

Каждая из этих четырёх кальп состоит из двадцати периодов возрастания и убывания.
В отношении вопроса о том, было ли начало мировых циклов, имеет ли начало сама сансара, буддизм не даёт никакого ответа. Этот вопрос, подобно вопросу о конечности или бесконечности мира, относится к так называемым «неопределённым», «не имеющим ответа» вопросам, по поводу которых Будда хранил «благородное молчание». В одной из буддийских сутр об этом говорится: 

«Недоступно мысли, о монахи, начало сансары. Не могут ничего знать о начале сансары существа, что, будучи объяты неведением и охвачены страстью, блуждают в её круговороте от рождения к рождению».
Первым существом, появляющимся в новой вселенной, становится бог Брахма, считающийся Творцом мира в индуизме. Согласно буддийской сутре, после Брахмы появляются тридцать три бога, которые восклицают: «Это Брахма! Он вечен, он был всегда! Он всех нас создал!». Так объясняется идея появления веры в существование Бога-Творца. Брахма в буддизме не есть Творец, он лишь первое божественное существо, которому начинают поклоняться. Как и все существа, он не является неизменным и подчинён причинно-следственному закону кармы.

#### Джайнизм
Джайнская мифология содержит подробные сведения о строении мира. Согласно ей, Вселенная включает мир и немир; последний недоступен для проникновения и познания. Мир, по представлениям джайнов, делится на высший, средний и низший и весь он состоит из трёх как бы усечённых конусов. В джайнской мифологии подробно описываются строения каждого из миров и те, кто их населяет: растения, животные, люди, обитатели ада, огромное число божеств.
Низший мир, состоящий из семи слоёв, наполнен смрадом и нечистотами. В некоторых слоях находятся обитатели ада, страдающие от истязаний; в других — омерзительные существа чёрного цвета, похожие на безобразных птиц, бесполые, постоянно терзающие друг друга.
Средний мир состоит из океанов, континентов, островов. Там есть горы (некоторые из золота и серебра), рощи со сказочными деревьями, пруды, покрытые цветущими лотосами; дворцы, стены и решётки которых усыпаны драгоценными камнями. В преданиях встречаются описания скал, на которых стоят троны, предназначенные для посвящения тиртханкаров. Некоторые острова принадлежат лунным, солнечным и другим божествам. В центре среднего мира возвышается мировая гора, так называемая Мандара.
Высший мир состоит из 10 (у шветамбаров) или 11 (у дигамбаров) слоёв. Каждый слой делится на подслои, населённые многочисленными божествами; часто их имена только упоминаются и не даётся никакого описания. В самой верхней части, в особой обители Сиддхакшетре (высшей точке Вселенной), пребывают сиддхи — освободившиеся души.
В джайнизме имеется огромное число божеств, которые отличаются друг от друга социальным положением: одни имеют силу, слуг, воинов, советников; другие по описаниям напоминают земных парий, самых бесправных и беднейших из людей. В зависимости от занимаемого положения божества обитают в высшем, среднем или низших мирах. В разных царствах высшего мира происходит перерождение людей и животных. По истечении срока божественного существа они могут возвратиться в своё прошлое состояние.

#### Даосизм
Согласно концепции даосизма, сотворение Вселенной происходит в результате нескольких простых принципов и этапов. В начале была пустота — У-цзи, неизвестное. Из вакуума образуются две основные формы или процесса энергии: Инь и Ян. Комбинация и взаимодействие Инь и Ян образуют ци — энергию (или колебания) и в конечном счёте всё, что существует.

## Отдельные мифы о сотворении мира
- Сотворение мира у древних тюрок
- Сотворение мира в мифологии австралийских аборигенов
- Сотворение мира в мифологии айнов
- Сотворение мира в мифологии апачей
- Сотворение мира в мифологии банту
- Сотворение мира в мифологии вьетов
- Сотворение мира в мифологии гавайцев
- Сотворение мира в мифологии зулусов
- Сотворение мира в мифологии инков
- Сотворение мира в мифологии ирокезов
- Сотворение мира в мифологии йоруба
- Сотворение мира в мифологии лакота
- Сотворение мира в мифологии майя
- Сотворение мира в мифологии мандинка
- Сотворение мира в мифологии манси
- Сотворение мира в мифологии маори
- Сотворение мира в мифологии масаев
- Сотворение мира в мифологии мяо
- Сотворение мира в мифологии навахо
- Сотворение мира в мифологии оджибва
- Сотворение мира в мифологии ороков
- Сотворение мира в полинезийской мифологии
- Сотворение мира в мифологии семинолов
- Сотворение мира в скандинавской мифологии
- Сотворение мира в славянской мифологии
- Сотворение мира в мифологии хопи
- Сотворение мира в мифологии чероков
- Сотворение мира в мифологии чокто
- Сотворение мира в чукотской мифологии
- Сотворение мира в мифологии эскимосов
- Сотворение мира в японской мифологии

## Дата сотворения мира
В некоторых традициях космогонические мифы указывают конкретную дату, когда был сотворён мир.
После изучения библейских хронологий было насчитано около 200 различных вариантов эры «от сотворения мира», или «от Адама». Согласно таковым, период времени от сотворения мира до Рождества Христова насчитывал от 3483 до 6984 лет.